# Oncidium romanii
Oncidium romanii är en orkidéart som beskrevs av Willibald Königer. Oncidium romanii ingår i släktet Oncidium och familjen orkidéer. Inga underarter finns listade i Catalogue of Life.